# Марк Антоний Палас
Марк Антоний Палас (на латински: Marcus Antonius Pallas) e политик и сенатор на Римската империя през 2 век.
През 167 г.(от май до ?) той е суфектконсул заедно с Квинт Цецилий Дентилиан.